# Elevador do Lavra

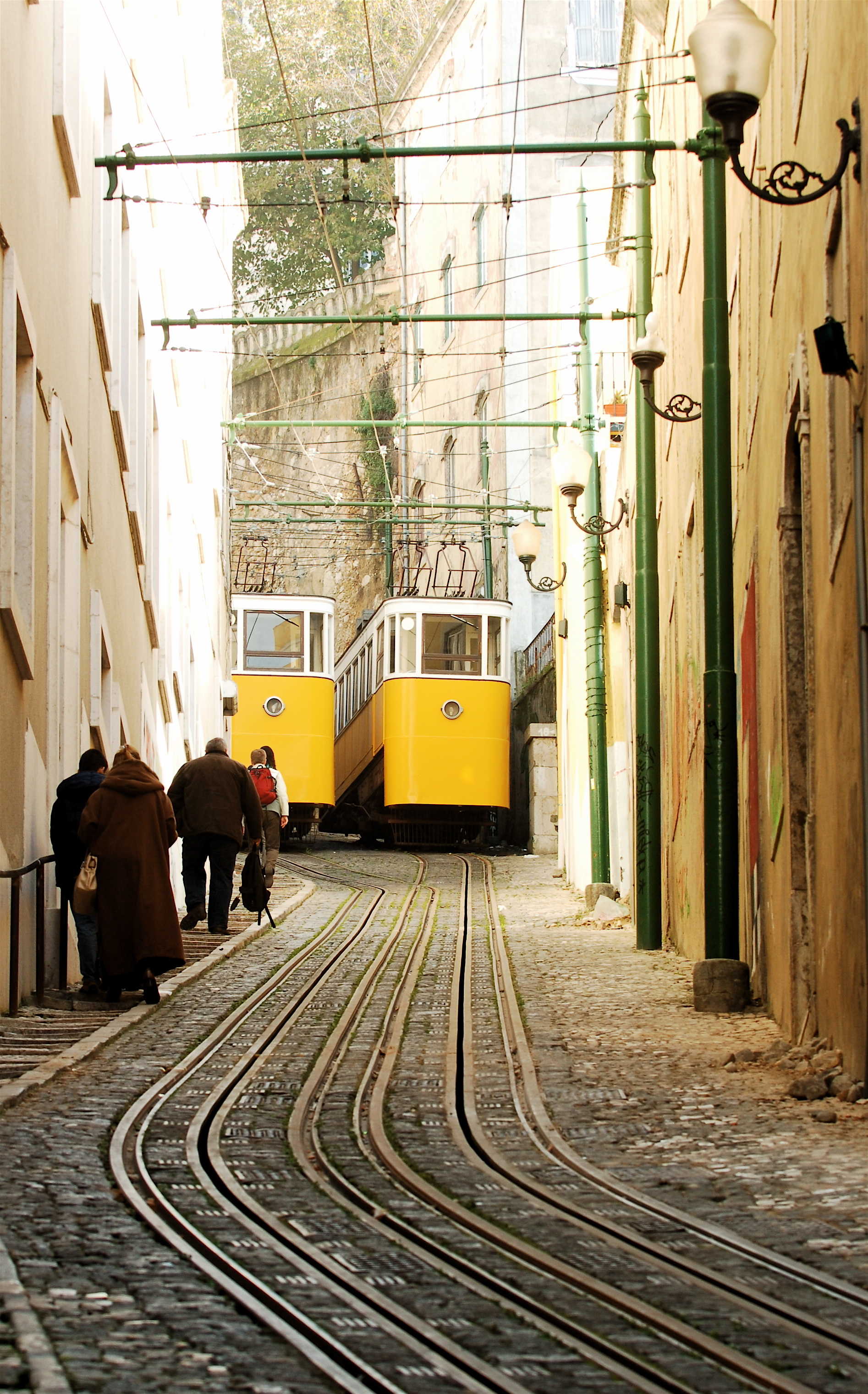
Calçada do Lavra.

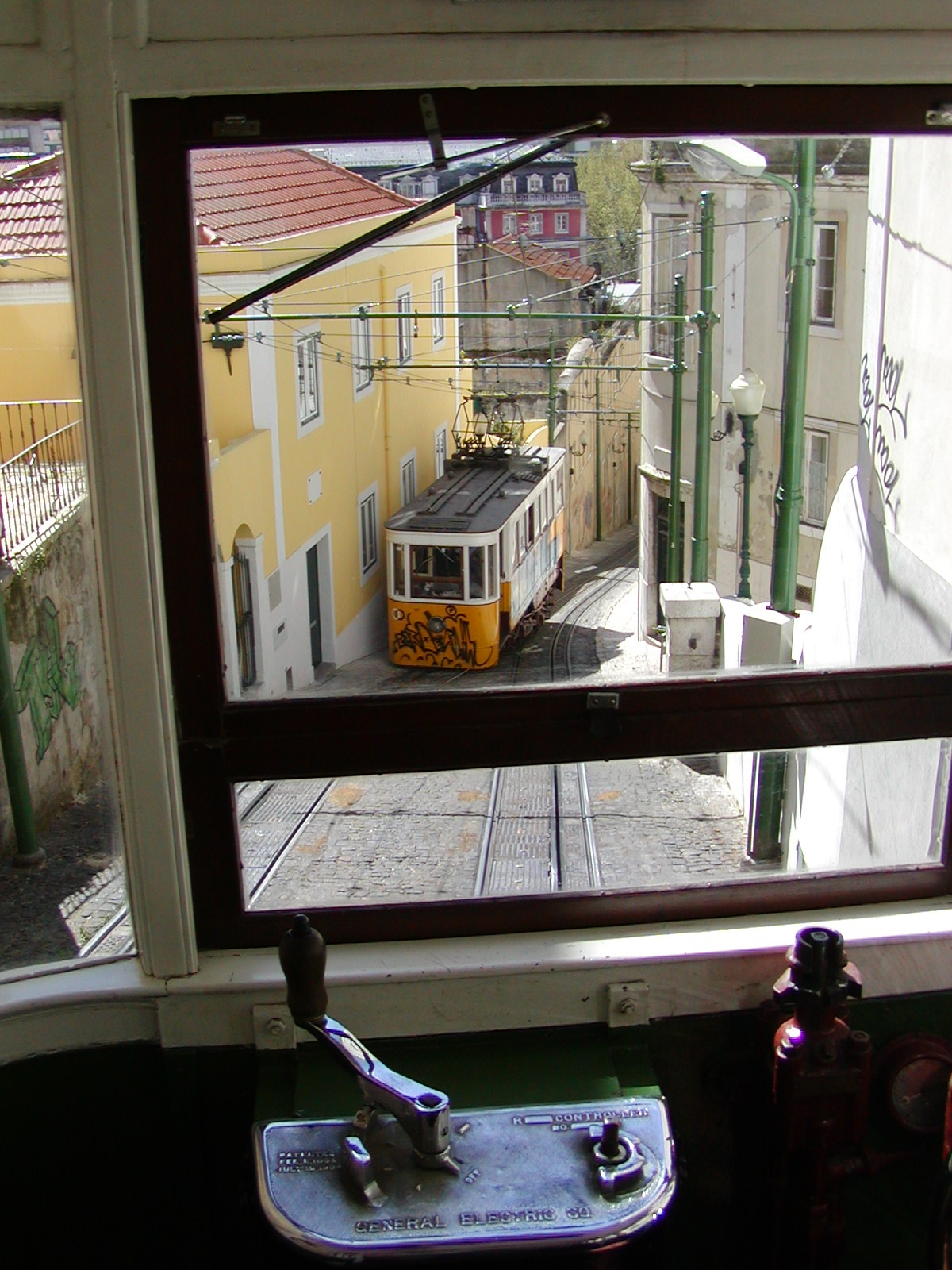
Vista do interior.

O Ascensor do Lavra é um funicular para transporte público coletivo, situado na Calçada do Lavra, em Lisboa. Inaugurado em 1884, é o elevador mais antigo da cidade de Lisboa; estabelece a ligação entre a rua Câmara Pestana (17 m alt.) e o Largo da Anunciada (59 m alt.).
É propriedade da Companhia Carris de Ferro de Lisboa e encontra-se classificado como Monumento Nacional desde 19 de Fevereiro de 2002 (Decreto-lei 5/2002, Diário da República 42, 1.ª série-B, de 19 de fevereiro de 2002).

## História
O funicular foi construído pelo engenheiro português Raoul Mesnier du Ponsard, (também responsável pela concepção de numerosas obras similares), sob a égide da sua empresa NCAML, e inaugurado a 19 de Abril de 1884.
O Elevador do Lavra esteve encerrado por avaria entre 8 de Julho e  12 de Agosto de 2011, tendo a reabertura dependido de material em falta.

## Características
As duas carruagens, idênticas e numeradas 1 e 2, são compostas por duas coxias de comando, e um salão de passageiros com dois bancos corridos de costas viradas para as janelas, tudo no mesmo nível horizontal — havendo uma extremidade mais alta (anterior no sentido descendente) e outra mais próxima do solo, tal como o Elevador da Glória, no que difere de muitos outros funiculares. As entradas e saídas de cada carruagem fazem-se por duas portas munidas de cancela pantográfica e situadas na extremidade com menor desnível em relação ao exterior, de ambos os lados do posto de comando activo em ascensão.
O trajeto é de 188 m, com uma inclinação média de 22,9%, em via de carril duplo encastrado no pavimento de arruamento vulgar, com bitola de 90 cm e fenda central para ligação do cabo.